# Chamartín (métro de Madrid)
Pour les articles homonymes, voir Chamartín.
Chamartín est une station de correspondance entre la ligne 1 et la ligne 10 du métro de Madrid en Espagne. Elle est située sous la gare de Madrid-Chamartín-Clara Campoamor, dans l'arrondissement de Chamartín. 
Mise en service en 2007, elle forme une partie d'un pôle d'échange avec la gare de Madrid-Chamartín-Clara Campoamor, desservie par des trains de banlieue Cercanías, des trains moyennes et longues distances, ainsi que des trains grande vitesse ; et des arrêts de bus urbains et interurbains.

## Situation sur le réseau

Plan du réseau.

Établie en souterrain, Chamartín est une station de passage et de correspondance entre la ligne 1 et la ligne 10 du métro de Madrid, ainsi qu'une station de correspondance avec les trains qui desservent la gare de Madrid-Chamartín-Clara Campoamor, elle dispose de deux sous-stations : 
Chamartín L1 est une station de passage souterraine, au niveau -4, située entre la station Bambú, en direction du terminus nord Pinar de Chamartín, et la station Plaza de Castilla, en direction du terminus Valdecarros. Elle dispose des deux voies de la ligne encadrées par deux quais latéraux ; 
et Chamartín L10 est une station de passage souterraine, au niveau -2, située entre la station Begoña, en direction du terminus Hospital Infanta Sofía, et la station Plaza de Castilla, en direction du terminus Puerta del Sur. Elle dispose des deux voies de la ligne encadrées par deux quais latéraux.

## Histoire
La station Chamartín est mise en service le 10 juin 1982, lors de l'ouverture à l'exploitation de la section  originelle de la ligne 8, entre Nuevos Ministerios et Fuencarral. 
Elle devient une station de la ligne 10 le 22 février 1998, lorsque la section originelle de la ligne 8 est intégrée dans la ligne 10.
Une deuxième sous-station est créée, au niveau -4, pour être desservie par la ligne 1. Elle est mise en service, comme station terminus, le 30 mars 2007, lors de l'ouverture à l'exploitation du prolongement depuis Plaza de Castilla. Elle devient une station de passage le mois suivant, le 11 avril, lors de l'ouverture du prolongement suivant jusqu'à Pinar de Chamartín,.

## Services aux voyageurs

### Accès et accueil
L'accès à la station s'effectue par une bouche extérieure sur la rue Padre Francisco Palau y Quer, équipée d'escaliers, d'escaliers mécaniques et d'ascenseurs. Elle est reliée à la gare ferroviaire par un couloir équipé d'un tapis roulant. D'autre part, deux autres accès par la gare existent. Elle est accessible aux personnes à la mobilité réduite. Située en zone tarifaire A, elle est ouverte, tous les jours, de 6h00 à 01h30.

Installations
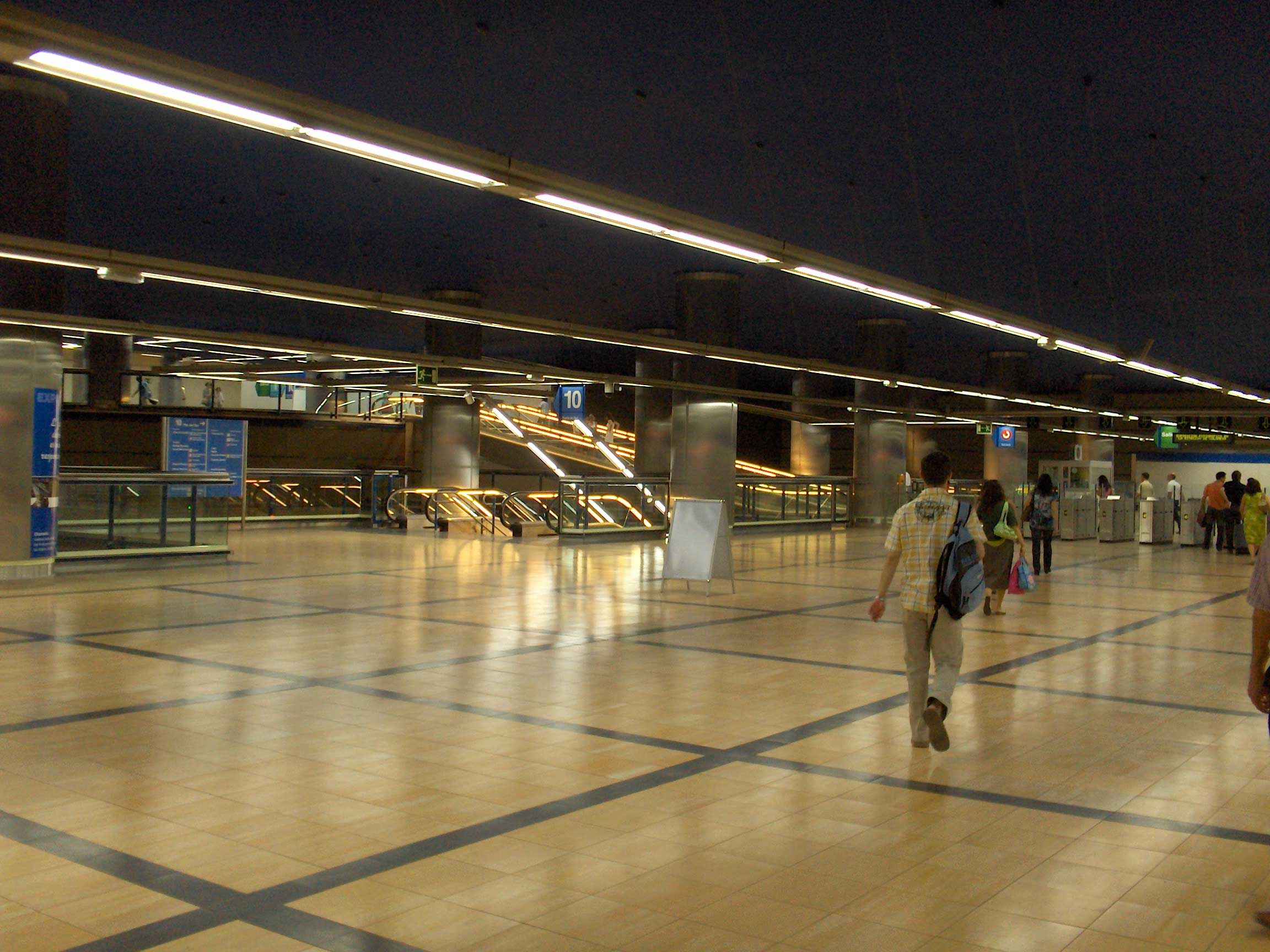
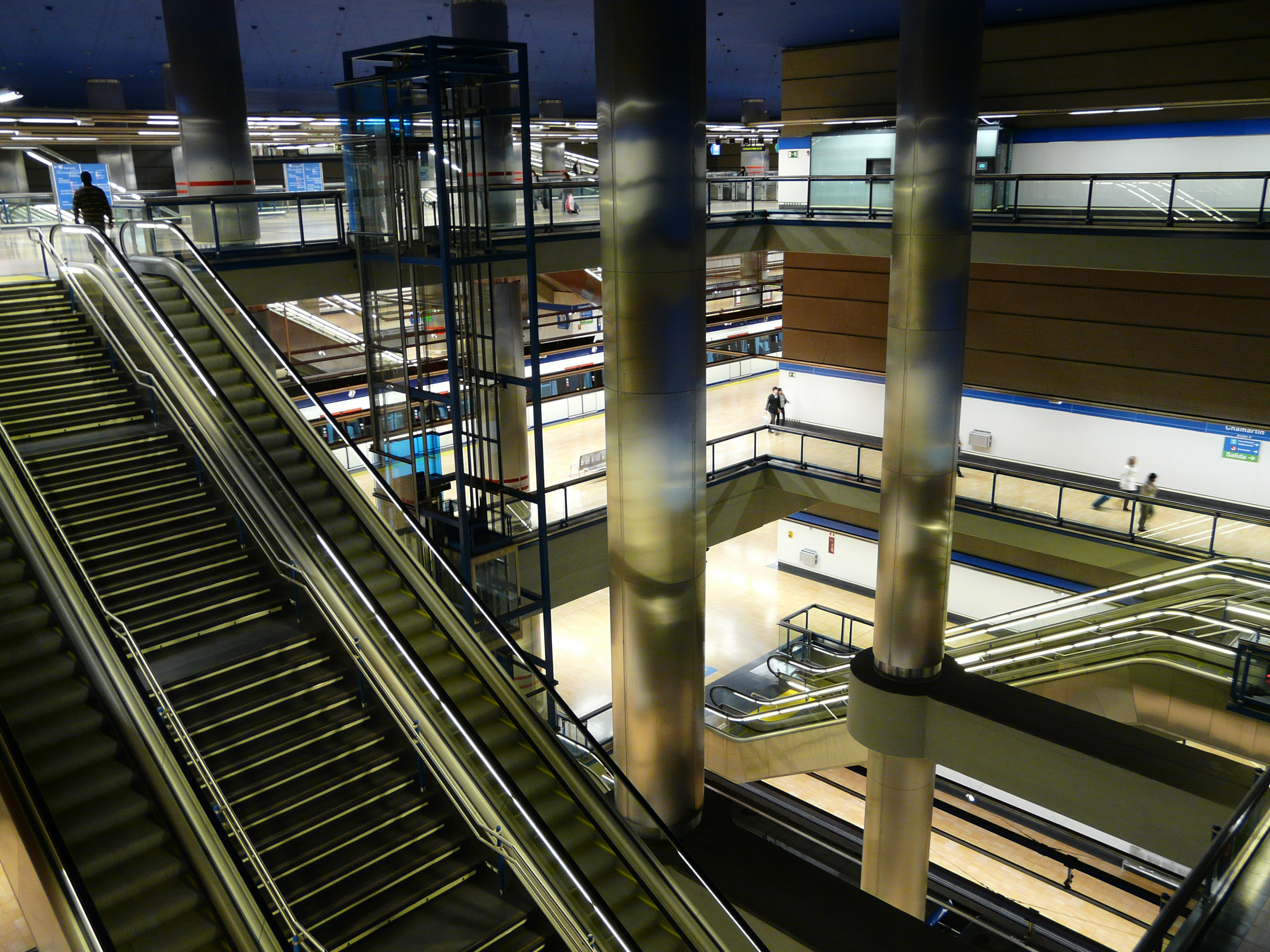
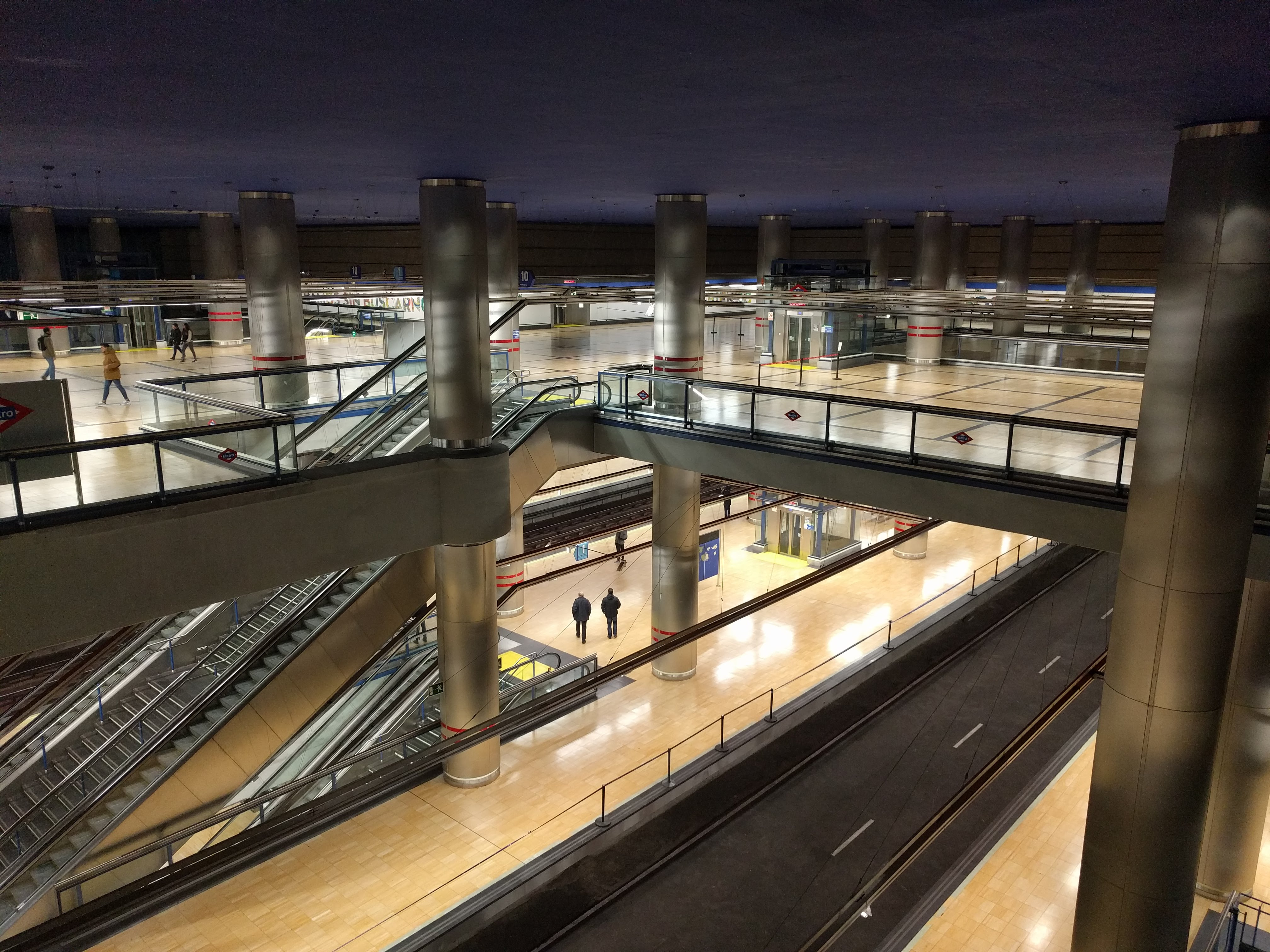

### Chamartín L1
La station est desservie par les rames qui circulent sur la ligne 1 du métro de Madrid.

Installations et desserte
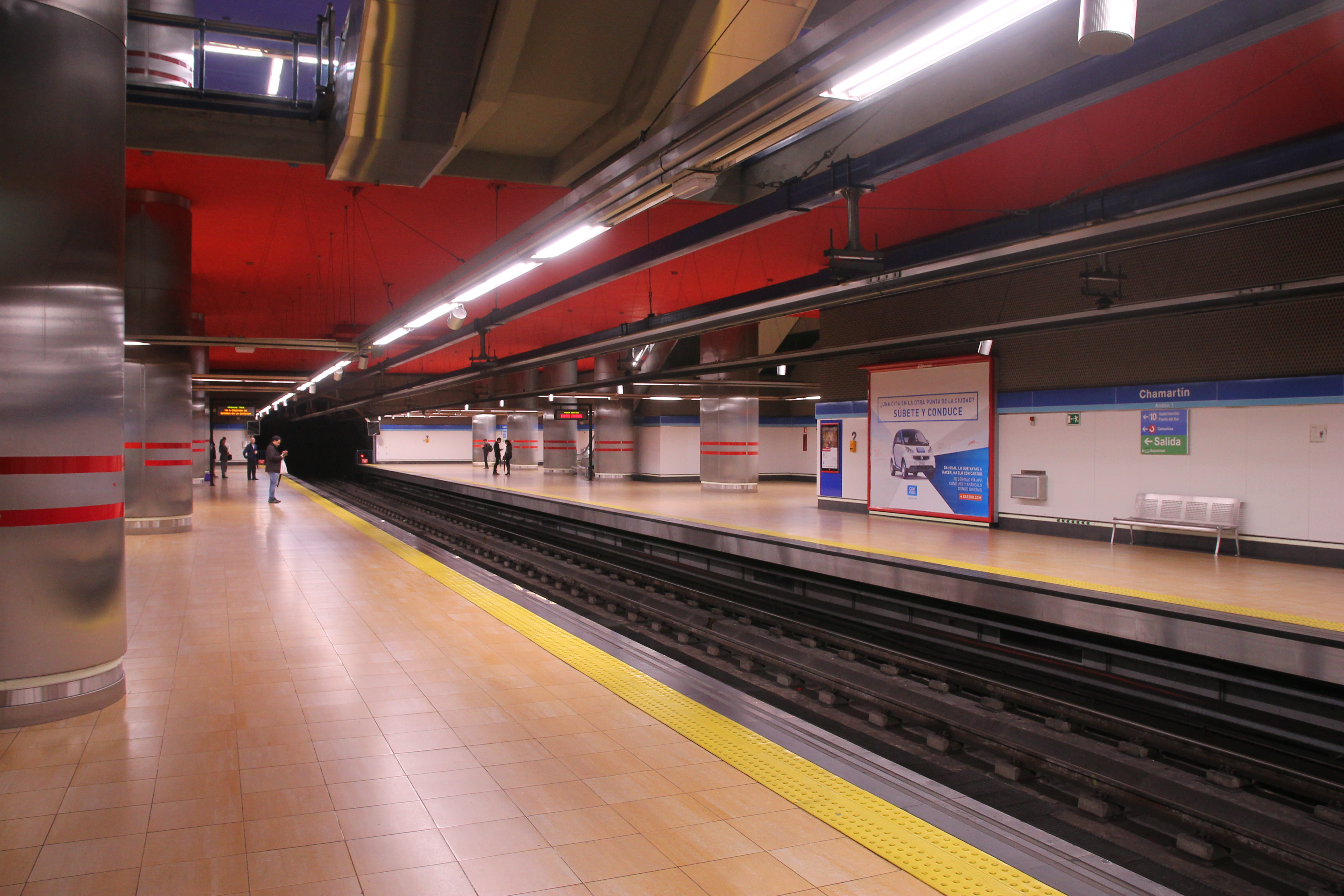
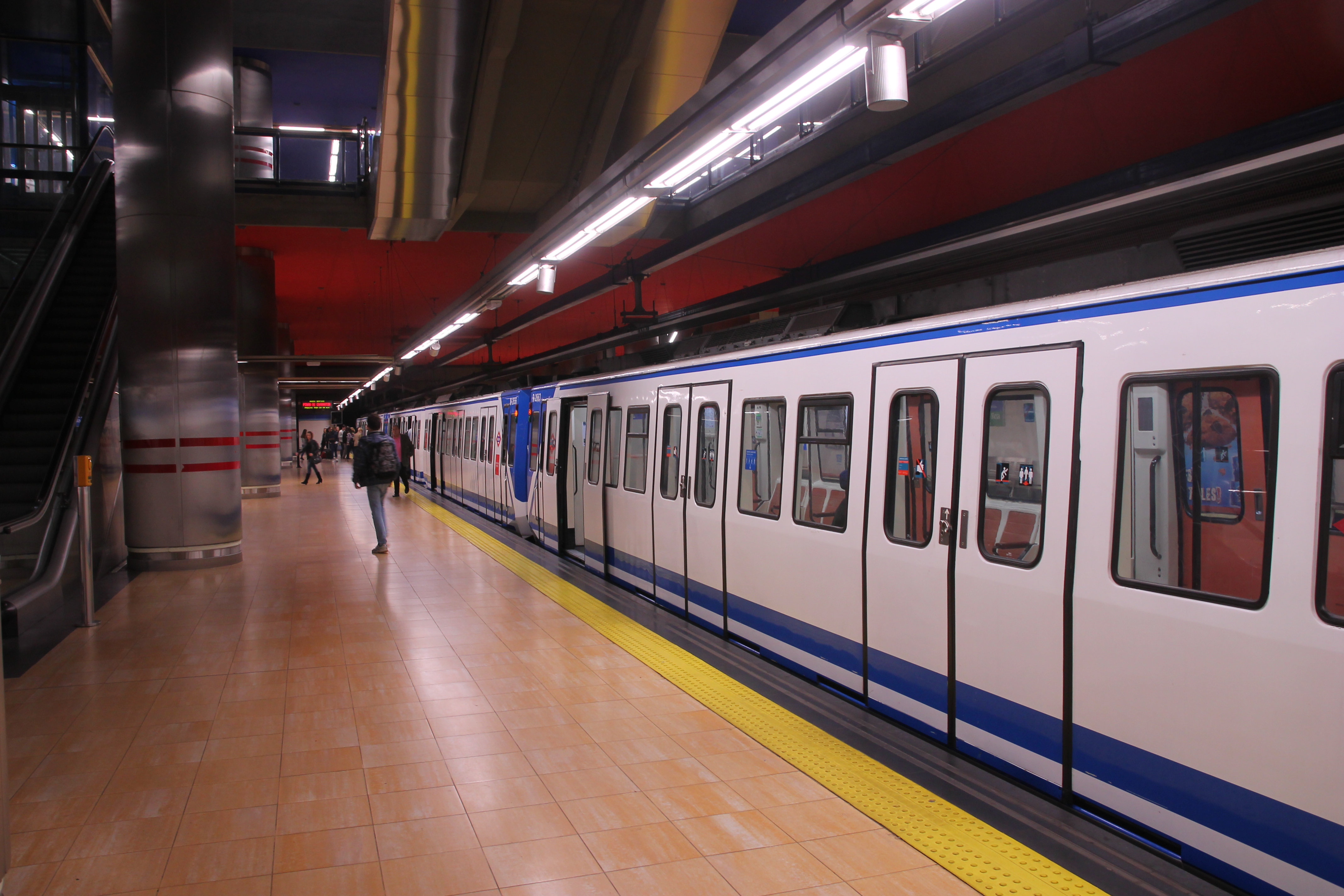
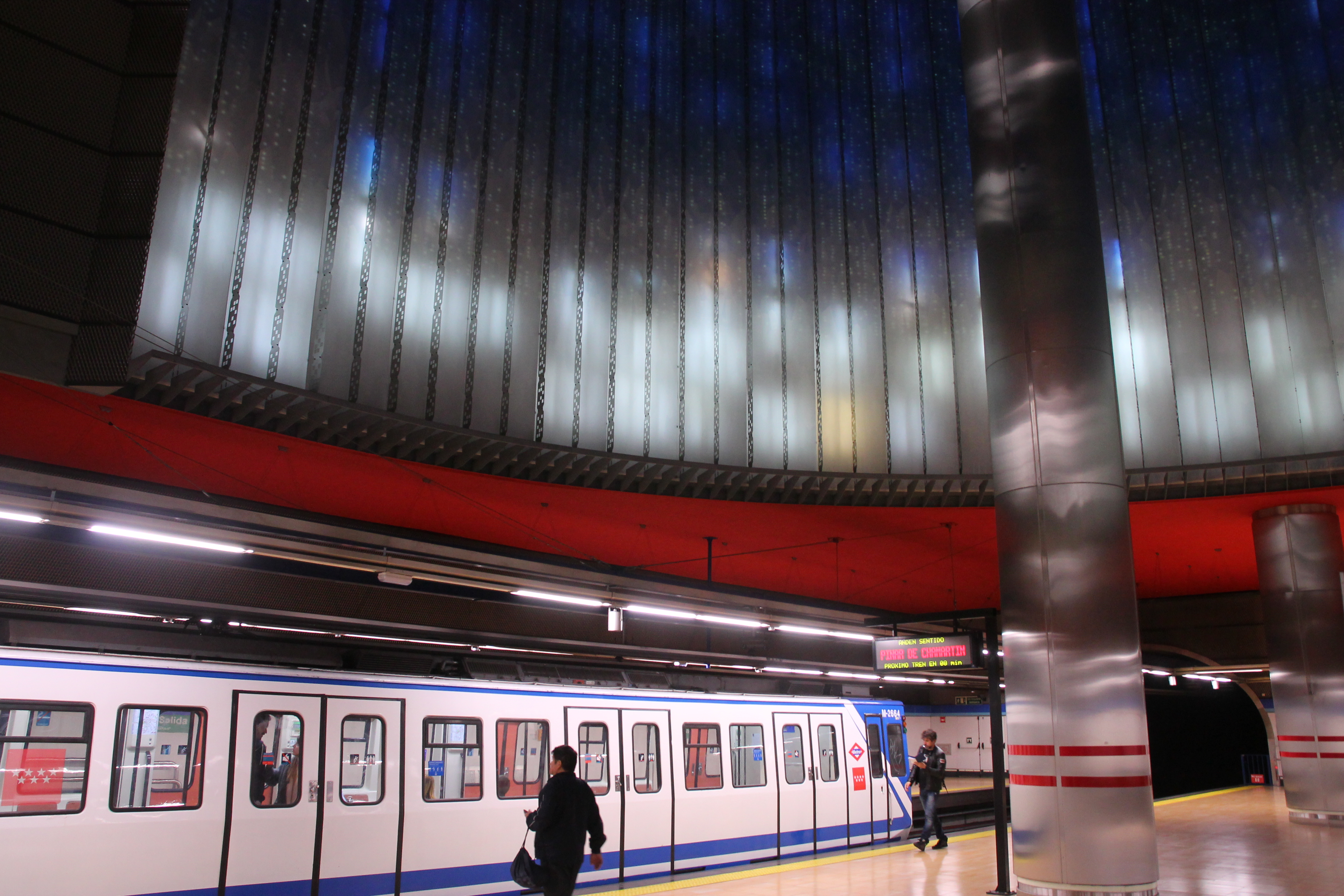

### Chamartín L10
La station est desservie par les rames qui circulent sur la ligne 10 du métro de Madrid.

Installations et desserte
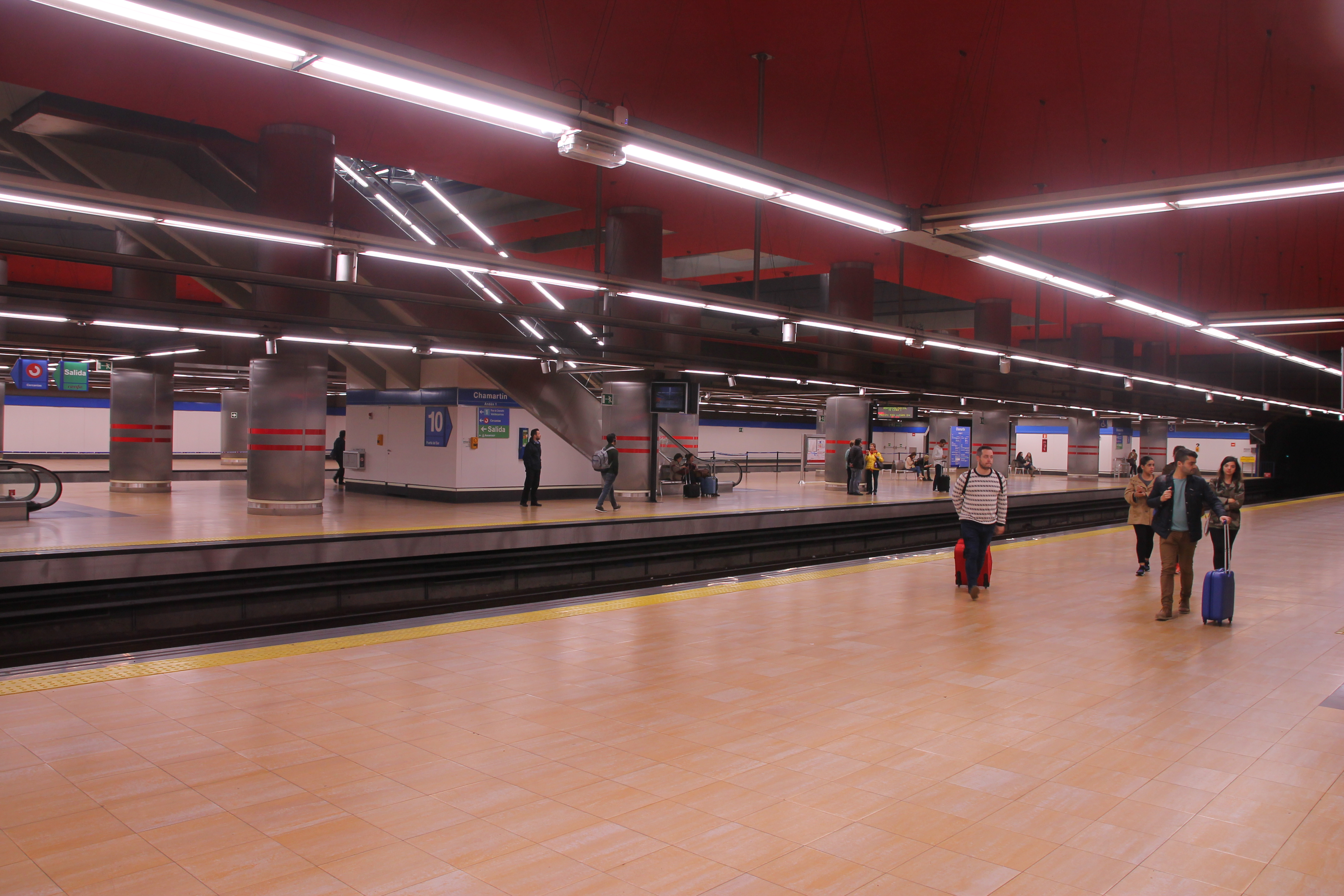
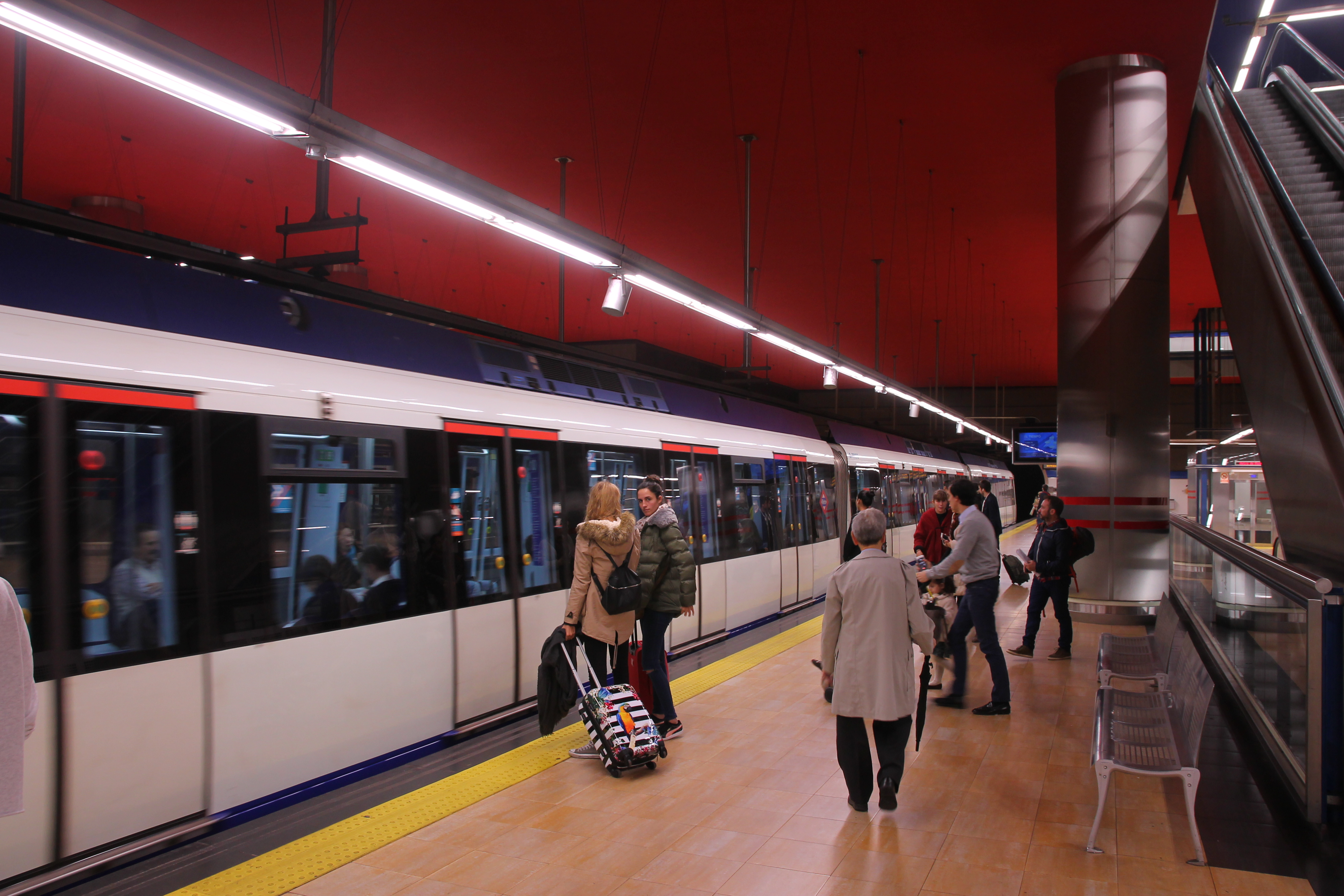

### Intermodalité
Un passage souterrain spécifique permet les relations avec la gare de Madrid-Chamartín-Clara Campoamor, Renfe Operadora, desservie par des trains Cercanías, moyennes et longues distances, ainsi que des trains grande vitesse.
À proximité des arrêts de bus sont desservis par les lignes urbaines 5 et T62 du réseau EMT et les lignes de bus interurbains 154, 171 et 815.